# Джеррі Кореб
Джеррі Кореб (англ. Jerry Korab, нар. 15 вересня 1948, Су-Сент-Марі) — колишній канадський хокеїст, що грав на позиції захисника.

## Ігрова кар'єра
Професійну хокейну кар'єру розпочав 1971 року.
Протягом професійної клубної ігрової кар'єри, що тривала 15 років, захищав кольори команд «Чикаго Блек Гокс», «Лос-Анджелес Кінгс», «Ванкувер Канакс» та «Баффало Сейбрс».

## Нагороди та досягнення
- Учасник матчу усіх зірок НХЛ — 1975, 1976.

## Статистика НХЛ
| Регулярний сезон | Регулярний сезон | Регулярний сезон | Регулярний сезон | Регулярний сезон | Регулярний сезон | Плей-оф | Плей-оф | Плей-оф | Плей-оф | Плей-оф |
| І                | Г                | П                | О                | ШХ               | І                | Г       | П       | О       | ШХ      |         |
| ---------------- | ---------------- | ---------------- | ---------------- | ---------------- | ---------------- | ------- | ------- | ------- | ------- | ------- |
| 975              | 114              | 341              | 455              | 1629             | 93               | 8       | 18      | 26      | 201     |         |